# 290129 Rátzlászló
290129 Rátzlászló è un asteroide della fascia principale. Scoperto nel 2005, presenta un'orbita caratterizzata da un semiasse maggiore pari a 3,0545913 UA e da un'eccentricità di 0,2239142, inclinata di 11,12321° rispetto all'eclittica.